# 大内教弘
大内 教弘（おおうち のりひろ）は、室町時代中期の守護大名。周防・長門・筑前・豊前・肥前守護。大内氏第13代当主。第11代当主大内盛見の子（一説には大内持盛の次男）。教幸の弟。妻は山名宗全の養女（山名熙貴の娘）。政弘、娘（大友政親室）、娘（山名政理室）、娘（佐伯親春室）の父。
幼名は六郎、のち元服に際して6代将軍・足利義教より偏諱を受け教弘と名乗る。通称は新介、周防介。官位は左京大夫、大膳大夫、従五位下、従四位下、死後に従三位。

## 生涯
従兄弟の第12代当主大内持世の養嗣子となる。嘉吉元年（1441年）、持世が嘉吉の乱（将軍・義教の暗殺事件）に巻き込まれて死去したため後を継いで当主となり、周防・長門・筑前・豊前の4ヶ国を領する。当主就任後は幕命に従って嘉吉2年（1442年）に九州探題渋川教直と共に少弐教頼と交戦し、宗氏を頼って対馬へ逃れた少弐氏を討伐するために李氏朝鮮に対して対馬の一部割譲を提言している。嘉吉3年（1443年）山名氏との関係強化のために石見守護であった山名熙貴の娘を宗家の持豊（宗全）の猶子として娶る（『建内記』嘉吉3年6月3日条）。
文安3年（1446年）、長門国守護代鷲頭弘忠を解任し、文安5年2月17日に弘忠を長門国深川城にて攻め滅ぼした。鷲頭氏は大内氏と同族でかつ大内氏が周防国を征服するまで同国の守護を務めていた名家であったことに加え、弘忠が筑前国粥田荘の本家（仁和寺）代官の地位を利用して領家（金剛三昧院）代官を追放して支配下に置こうとしたことが教弘の怒りを買ったともいわれている。教弘は領内の荘園を保護する一方で、事実上の東大寺領であり大内氏歴代当主も手を出しづらかった周防国の国衙領にも夫役を課すなど、守護権力の強化に努めた。
大内氏は安芸東部の東西条（東広島市）を領有していたが、安芸中央の分郡守護武田信繁・信賢父子と対立し文安4年（1447年）に安芸へ侵攻、長禄元年（1457年）、婿の厳島神社神主佐伯親春が信賢に所領を横領されたため教弘を頼り、教弘は信繁の居城佐東銀山城と己斐城を攻めたが、幕府の命令を受けた毛利煕元・小早川煕平・吉川之経らの救援で両城の奪取に失敗した上、幕府は教弘の大内氏当主の地位を剥奪し、嫡男・亀童丸（後の政弘）に与えることとした。なお、長禄3年（1459年）には、長禄合戦に敗れた斯波義敏が亡命している。
寛正2年（1461年）には幕府は斯波義敏を匿っていることを理由に教弘討伐を決め（『教覚私要鈔』寛正2年1月22日条）、教弘の領土だった東西条を武田氏に与え、引渡しの命令を伝えるために小早川煕平を山口に派遣する検討をしている。これに反発した教弘は平賀弘宗・小早川盛景らと共に東西条に出陣、細川氏及び幕府の支援を受けた武田氏と戦い、大内氏の勢力を安芸・石見・肥前に拡大した。細川氏と朝鮮との交易（日朝貿易・日明貿易）を巡って争い勝利、朝鮮と通交する。寛正4年（1463年）になると、先の処分が取り消され、名実ともに大内氏当主に復帰する。この頃、出家したとみられている。寛正6年（1465年）6月に幕府は先の東西条を武田氏の渡す命令を取り消して大内氏への返還を決めるが、管領として幕政に大きな影響を与えていた細川氏との対立は幕府との関係を悪化させていく。この年の8月、幕命に従って伊予の河野通春討伐に伊予に渡海。すると逆に通春と手を結んで四国における細川勝元の軍に対して優位に戦ったが、9月3日、興居島で死去。享年46。死後、家督は長男の政弘が継いだ。
また、文化に対しても造詣が深く、雪舟を招聘して明に渡海させようとした。和歌や連歌にも通じていた。

## 偏諱を与えた人物
- 大内政弘（嫡男）
- 大内教豊（大内氏一門、→冷泉氏を参照）
- 小早川弘景
- 平賀弘頼（弘保の父）